# 张国军 (1961年)
张国军（1961年—），辽宁朝阳人。汉族。中国共产党黨員。

## 生平
毕业于沈阳黄金学院选矿专业。担任辽宁万华企业集团董事长。
2013年，被选为第十二届全国人民代表大会辽宁地区代表。2015年9月25日，因个人原因，辽宁省第十二届人大常委会第二十一次会议决定接受其辞去第十二届全国人民代表大会代表职务。2015年10月，其人大代表资格终止。2016年因涉嫌贿选被认定当选无效。